# De-Loused in the Comatorium
De-Loused in the Comatorium – debiutancki concept album zespołu The Mars Volta.
Historia w nim przedstawiona oparta jest na opowiadaniu napisanym przez wokalistę zespołu Cedrica Bixlera-Zavalę i inżyniera dźwięku Jeremy'ego Michaela Warda. Jest to godzinna historia opowiadająca o Cerpinie Taxt'ie, mężczyźnie, który próbuje popełnić samobójstwo poprzez przedawkowanie morfiny. W rezultacie tej próby zapada w tygodniową śpiączkę, podczas której doświadcza wizji ludzkości i swej własnej psychiki. Po przebudzeniu przepełniony jest niezadowoleniem ze świata realnego i zabija się. Historia Cerpina Taxta oparta jest na śmierci artysty i przyjaciela Bixlera-Zavali z El Paso - Julio Venegasa. W miesiąc przed wydaniem albumu, inżynier dźwięku, Jeremy Michael Ward, zmarł prawdopodobnie z powodu przedawkowania heroiny.
Album stał się największym hitem zespołu, - sprzedając się w ponad 500.000 kopiach - pomimo prawie zerowej promocji. Pojawił się na miejscu 55 w zestawieniu magazynu Guitar World najlepszych albumów gitarowych wszech czasów.
Muzykę w De-Loused charakteryzują enigmatyczne teksty, jazzowe rytmy, niecodzienne metra i szaleńcze riffy gitarowe Omara Rodrígueza-Lópeza, które często grane są w dysharmonii. Tytuł albumu zaczerpnięty został ze słów utworu "Eunuch Provocateur", z poprzedniej płyty zespołu, Tremulant.

## Lista utworów
1. "Son et Lumière" – 1:35
2. "Inertiatic ESP" – 4:24
3. "Roulette Dares (The Haunt Of)" – 7:31
4. "Tira Me a las Arañas" – 1:29
5. "Drunkship of Lanterns" – 7:06
  - Błędnie podane na tylnej okładce - 6:20
6. "Eriatarka" – 6:20
  - Błędnie podane na tylnej okładce - 7:06
7. "Cicatriz ESP" – 12:29
8. "This Apparatus Must Be Unearthed" – 4:58
9. "Televators" – 6:19
10. "Take the Veil Cerpin Taxt" – 8:42
11. "Ambuletz" – 7:03
  - Dodatkowy utwór w specjalnej edycji dostępnej w Japonii, Wielkiej Brytanii i Australii.

### Dodatkowa płyta w wersji australijskiej
Utwory te pojawiły się również na Live EP.
1. "Roulette Dares (The Haunt Of)" (sesja na żywo w BBC) – 9:27
2. "Drunkship of Lanterns" (sesja na żywo w BBC) – 9:38
3. "Cicatriz ESP" (live) – 16:03
4. "Televators" (live) – 7:18

## Twórcy
- Cedric Bixler-Zavala – wokal
- Omar Rodríguez-López – gitara
- Jon Theodore – perkusja
- Jeremy Michael Ward – inżynieria dźwięku
- Isaiah Ikey Owens – organy
- Lenny Castro – perkusjonalia
- Flea – bas
- John Frusciante – gitara, syntezator na "Cicatriz ESP"
- Justin Meldal-Johnsen – kontrabas na "Televators"

## Single
- "Inertiatic ESP" (2003)
- "Televators" (2003)

## Tłumaczenie/Znaczenia tytułów
- Son et Lumiere - z francuskiego "dźwięk i światło."
- "ESP" to skrót od 'Ectopic Shapeshifting Penance-propulsion' wyrażenie stworzone przez zespół (w przeciwieństwie do tradycyjnego 'postrzegania pozazmysłowego').
- "Tira Me a las Arañas" - z hiszpańskiego oznacza dosłownie "Rzuć Mnie Pająkom"; prawidłowa pisownia powinna wyglądać tak: "Tírame a las Arañas".
- Cicatriz oznacza "bliznę" w językach hiszpańskim i portugalskim.
- "This Apparatus Must Be Unearthed" ("To Urządzenie Należy Odkopać") odnosi się do ostrzeżenia zauważonego na wzmacniaczach i innych urządzeniach elektrycznych: "This apparatus must be earthed" (czyli "To urządzenie należy uziemić").